# Habronestes calamitosus
Habronestes calamitosus är en spindelart som beskrevs av Rudy Jocqué 1995. Habronestes calamitosus ingår i släktet Habronestes och familjen Zodariidae.
Artens utbredningsområde är Queensland. Inga underarter finns listade i Catalogue of Life.